# Николаје Балческу (Арад)
Николаје Балческу (рум. Nicolae Bălcescu) насеље је у Румунији у округу Арад у општини Варадија де Муреш. Oпштина се налази на надморској висини од 148 m.

## Становништво
Према подацима из 2002. године у насељу је живело 284 становника, од којих су сви румунске националности.